# Читтагонгські гори

Читтагонгські гори

Читтагонгські гори або гори Читтагонг, Пагорби Гатгам — територія в південно-східній частині Бангладеш, яка складається з трьох районів Рангаматі, Бандарбан і Кхаграчарі. Ця територія регіону Читтагонг сповнена пагорбів і долин, тому її називають Читтагонгські гори.  Цей регіон розташовано в лісовій зоні.  Головна річка, що протікає через гори Читтагонг — Карнафулі. 

## Географія
Гори Читтагонг є частиною гірської країни довжиною 1800 км, яка простягається від східних Гімалаїв у Китаї до західної М'янми. Гори Читтагонг —  єдина гориста місцевість Бангладеш. На сході Читтагонгські гори межують з індійським штатом Мізорамом та м'янмським Чин, а на півночі з індійським штатом Трипура. На сході долина річки Каладан відмежовує гори Читтагонг від пагорбів Чин та Лушай у М'янми. 
На території Бангладеш Читтагонгські гори мають площу приблизно 280 км довжиною та  60 км шириною.  Читтагонгські гори займають більшу частину всієї лісової площі країни. Офіційно вершина Тазінг Донг (1280 м) вважається найвищою горою Читтагонгських гір та  Бангладеш, але сучасні дослідження показали, що гора Сака Хафонг  є найвищою вершиною в Бангладеш, але це не визнається ще владою.
Через регіон притікають такі основні річки:
- Річка Карнапхулі, яка є найбільшою річкою в районі  (проходить через центральний регіон).
- Сангу[en]протікає через округ Бандарбан. Це єдина річка в Бангладеш, яка тече з півдня на північ.
- Річка Матамухурі[bn] протікає через округ Бандарбан.

## Населення регіону
Регіон  Читтагонг був частиною держави Трипура до 10 століття до н. е.З тих пір в цьому районі живуть трипури. Після епохи Трипури, 11 племен з китайсько-тибетської мови, що належали до буддистів, переїхали в регіон у різні періоди історії. 
На час 2022 року цьому регіоні проживало 1550 000 чоловік. Мови всіх цих етнічних груп,що мешкають в регіоні, належать до індо-сіано-китайської та тибето-бірманської сімей. Національний склад населення має найбільшу кількість бенгальців (50,06%), а також  три основні етнічні групи - Чекма (28%), Тріпурі (9,2%) і Марма (11%). Крім них, є етноси Тенчанья, Лусай, Панхо, Муранг, К'янг, Бом, Хумі, Чак, і велика кількість  .
На території Читтагонгських гір іслам має найбільшу кількість віруючих  (88%). Етнічні групи Чакма, Марма, Танчанья, Муранг, Чак є переважно буддистами. Тріпурі  переважно повередують індуїзм, а деякі етнічні групи  дотримуються християнства. Є також велика кількість бенгальських мусульман та індуїстів.

## Історія
У 953 році король Аракану захопив цю територію, але князь Трипура захопив цю область у 1240 році. У 1575 році   Аракан  відвоював цю область, і тримав її до 1666 року. Назви сучасних народів (наприклад, Марма), різні адміністративні терміни (наприклад - "манг",що  означає губернатор, "по-манг", що значить великий капитан або "руяса" або "рояза" означає лідер села) підтверджують культурний обмін з М'янмою. 
У муґльських та ранніх британських документах цей район названо як Зумбанг, Зуммахал і Капасмахал. У період з 1666 по 1760 роки Могольська імперія правила територією Читтагонгських гір. У 1760 році Східна Індія отримала цю територію. До 1860 року район  був частиною округу Читтагонг , а у 1860 році округ був розділений,  він був включено в склад Британської Індії як Читтагонгські гори.  
У 1900 році британські правителі запровадили Закон 1900 року про Читтагонгські пагорби та оголосили район виключеною територією з трьома колами - Чакма, Боманг і Манг, що мали своїх вождів племен, які підтримували традиційний закон і порядок своїх відповідних кіл, здійснюючи соціальну справедливість. 
Після отримання незалежності Бангладешу в 1971 році Читтагонгські гори були включені до країни. У 1984 році регіон був розділений на райони Рангмат, Бандарбан і Кхаграчхарі.

## Економіка

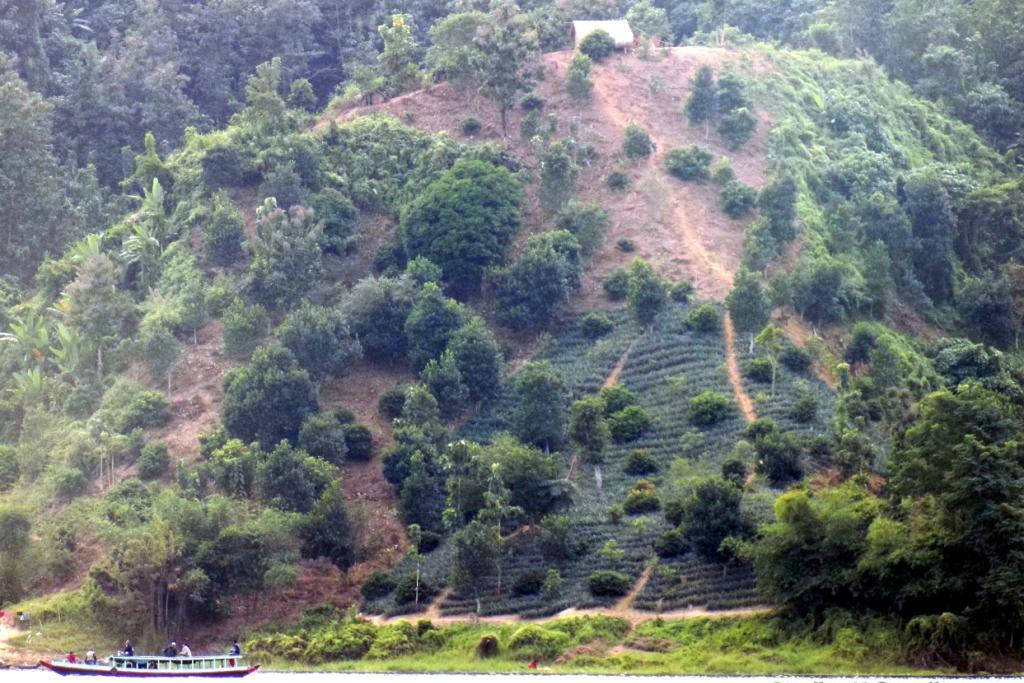
Землеробство в горах

Економіка Читтагонгських гір майже повністю залежить від обробки землі. Населення займається такими видами діяльності, як:
- сільське господарство
- тваринництво
- вирощування фруктових дерев, чайних кущів
- обробка деревини та бамбука
- переробка фруктів.

В районі розвинуто туризм, лісова промисловість, чайна промисловість, каучукова промисловість, ремесла на основі бамбука, ремесла на основі ручного ткацтва.
Основні статті експорту регіону включають джекфрут , ананас, деревину, манго, банани, лічі, кешью. 
У районі Рангаматі є найбільша в Бангладеш паперова фабрика, гідроелектростанція, фабрики з виробництва віскози, текстильні фабрики.